# Атва, Мохаммед
Мохаммед Атва (араб. ‎; 15 июля 1988) — египетский футболист, защитник саудовского клуба «Аль-Раед».

## Клубная карьера
Мохаммед начал свою карьеру в клубе «Терсана», а в 2015 году перешёл в другой египетский клуб «Миср эль-Макаса». Отыграв лишь год в «Макасе», отправился в александрийский «Аль-Иттихад». За два сезона в клубе Мохаммед сыграл 37 матчей и забил два гола. В 2018 покинул команду и отправился за границу, в клуб из Саудовской Аравии «Аль-Раед».